# Ангелович, Станислав
Станисла́в Анге́лович (словац. Stanislav Angelovič; 26 марта 1982, Братислава, Чехословакия) — словацкий футболист, защитник.

## Биография
В раннем возрасте Ангелович играл за клубы «Вельке Леваре», «Топольчаны» и «Мартин».
Первый профессиональный контракт Ангелович подписал с братиславским «Интером» и играл там с 2002 по 2005 год. Затем 2 сезона отыграл за «Сенец». В 2007 году подписал контракт с «Маккаби» Нетания, где отыграл один сезон. В 2008 году перешёл в столичный «Слован», но играл там совсем мало. В следующем году Ангелович покидает столицу и отправляется в Жилину играть за одноимённый клуб.

## Достижения
- Чемпион Словакии (3): 2008/09, 2009/10, 2011/12
- Обладатель Суперкубка Словакии: 2010
- Обладатель Кубка Словакии: 2011/12
- Финалист Кубка Словакии: 2010/11